# Windows 2.1
O Windows 2.1 é uma versão do Microsoft Windows lançada para fabricação em 27 de maio de 1988, como sucessor do Windows 2.0.
Ele foi lançado com duas variantes diferentes com compatibilidade de CPU diferente, também conhecidas como Windows/286 e Windows/386, portanto, as versões são consideradas semelhantes ao seu antecessor. Em comparação, a variante Windows/386 é considerada melhor que o Windows/286, pois oferece suporte para emulação EMS e foi projetada para usar memória convencional e expandida. Não houve alterações na interface do usuário nessa versão; em vez disso, seu desempenho foi aumentado e o gerenciamento de memória aprimorado foi adicionado. A versão também é conhecida por ser a primeira a exigir uma unidade de disco rígido. Uma versão de atualização menor, o Windows 2.11, foi lançada em março de 1989.
Considerou-se que os aprimoramentos introduzidos melhoraram o ambiente operacional, enquanto a variante do Windows/386 apresentou um bom nível de funcionalidade. Ele foi considerado um dos sistemas baseados em 80386 mais populares. As vendas do Microsoft Windows continuaram a aumentar após seu lançamento e, em maio de 1990, ele foi sucedido pelo Windows 3.0, que é considerado a primeira versão do Windows a ter um bom desempenho tanto crítico quanto comercial. A Microsoft encerrou seu suporte em 31 de dezembro de 2001.

## Versões de lançamento

### Windows 2.1
Como seu antecessor, o Windows 2.0, o ambiente operacional foi lançado com duas variantes diferentes com compatibilidade diferente com a CPU. No entanto, a convenção de nomenclatura cosmética foi alterada para “Windows/286” e “Windows/386”. Ele foi lançado em 27 de maio de 1988 e foi a primeira versão do Windows a exigir uma unidade de disco rígido.
Apesar de seu nome, o Windows/286 não exigia um processador 80286 e era totalmente operacional em um processador 8088 ou 8086 [en], embora não usasse a área de memória alta, pois ela não existia em um processador 8086. É uma repetição de seu antecessor, o Windows 2.03. A variante usa 64 KB adicionais da memória estendida de 286 KB no modo real. Para acessar a memória adicional, é necessário o HIMEM.SYS. Alguns fornecedores de PCs enviaram o Windows/286 com hardware Intel 8086; um exemplo disso foi o PS/2 Model 25 da IBM, que incluía o Windows/286, resultando em alguma confusão para os clientes.
A outra variante, Windows/386, é mais avançada, pois introduziu um kernel de modo protegido e permite que vários programas do MS-DOS sejam executados em paralelo no modo 8086 virtual do processador 80386, em vez de suspender os aplicativos em segundo plano. Ele também oferece suporte à emulação EMS, para usar a RAM além do limite de 640 KB, tem uma renderização aprimorada da versão 80386, e seu programa de configuração é considerado melhor do que o do Windows/286. O Windows/386 foi projetado para usar tanto a memória convencional quanto a memória estendida, embora ignore a memória expandida.:121 Os recursos para converter a memória estendida em memória expandida estão incorporados ao Windows/386, embora qualquer EMS que seja controlado separadamente não esteja disponível no Windows/386.:329 Para personalizar o Windows/386, os usuários teriam que alterar manualmente o arquivo CONFIG.SYS [en].:336 A Microsoft encerrou seu suporte ao Windows 2.1 em 31 de dezembro de 2001.
Uma versão coreana do Windows 2.1 foi publicada pela Microsoft em maio de 1990. Ela foi relançada em setembro de 1990 como Windows 2.12.

### Windows 2.11
O Windows 2.11 foi lançado em 13 de março de 1989. Como sucessor do Windows 2.1, ele também foi lançado nas edições Windows/286 e Windows/386, com algumas pequenas alterações no gerenciamento de memória e atualizações relacionadas às opções de impressão. Foi observado que os custos para as organizações que executavam o Windows 2.11 eram menores.

## Recursos
Não houve alterações na interface do usuário nessa versão; em vez disso, a Microsoft aumentou o desempenho e adicionou um gerenciamento de memória aprimorado. A variante Windows/286 introduziu placas LIM 4.0 para armazenar e trocar códigos executáveis. Ambas as variantes também introduziram suporte a mais dispositivos, enquanto o suporte a impressoras foi aprimorado. O Windows/386 permite compartilhar uma única impressora com várias janelas. A Microsoft também introduziu um programa de cache de disco, o SmartDrive,:124 enquanto os desenvolvedores de terceiros introduziram mais aplicativos no Windows 2.1 e 2.11.

## Requisitos do sistema
Os requisitos oficiais do sistema para o Windows 2.1 incluem o seguinte:
|               | Windows/286                                                                  | Windows/386:124:34                                                           |
| ------------- | ---------------------------------------------------------------------------- | ---------------------------------------------------------------------------- |
| CPU           | processador 8088 (80286 recomendado)                                         | processador 80386                                                            |
| RAM           | 512 KB de memória                                                            | 1 MB de memória                                                              |
| Armazenamento | Um disco rígido                                                              | 2 MB de espaço no disco rígido                                               |
| Vídeo         | Adaptadores EGA ou VGA (funcionam com CGA)                                   | Adaptadores EGA ou VGA (funcionam com CGA)                                   |
| SO            | MS-DOS 3.0 ou superior                                                       | MS-DOS 3.1 ou superior                                                       |
| Mouse         | Um dispositivo compatível com a Microsoft é recomendado, mas não obrigatório | Um dispositivo compatível com a Microsoft é recomendado, mas não obrigatório |

O Windows 2.1 é fornecido com disquetes de 1,2 MB de 13,5 cm ou 720 K de 8,89 cm. A variante Windows/386 também vem com manuais do usuário, um cartão de referência rápida e um manual que explica os recursos da variante 386.

## Recepção
Considera-se que os aprimoramentos introduzidos no Windows 2.1 melhoraram o ambiente operacional. A variante Windows/386 tem um bom nível de funcionalidade e permite que os aplicativos sejam executados em janelas de tela inteira ou parcial, embora o ambiente operacional também fique mais lento ao executar aplicativos baseados em gráficos. A InfoWorld classificou o Windows/386 como um excelente valor. Juntamente com o DESQview 386 [en], eles foram considerados os ambientes 386 mais populares em 1989, embora o DESQview 386 seja considerado mais flexível que o Windows/386.:329-336 Em comparação com outros sistemas baseados em 80386, o Windows/386 requer menos memória do DOS.:33
O preço do Windows/286 era de US$ 99, enquanto a variante do Windows/386 custava US$ 195. Em janeiro de 1990, as vendas do Microsoft Windows haviam atingido menos de dois milhões. Ele foi sucedido pelo Windows 3.0, lançado em 1990, e depois pelo Windows 3.1, em 1992. O Windows 2.1 é considerado a primeira versão do Microsoft Windows a ter um bom desempenho tanto em termos de crítica quanto em termos comerciais.